# Катедрала Безгрешног Зачећа у Бару
Катедрала Безгрешног Зачећа  налази се у Бару и некадашња је катедрала Барске римокатоличке надбискупије, која поред Боке Которске и Будва покрива читаву Црну Гору.
Барска надбискупија је првобитно настала као бискупија у 10. веку када се одвојила од Сплитско-макарске надбискупије, а касније је постала надбискупија 1034. године.
Садашња зграда је служила као катедрала између 1828. и 2017. године, када је освећена нова, Катедрала Светог апостола Петра.